# Junioreuropamästerskapen i simning 2024
Junioreuropamästerskapen i simning 2024 arrangerades mellan den 2 och 7 juli 2024 i Vilnius i Litauen. Det var den 50:e upplagan av junioreuropamästerskapen i simning.

## Medaljörer

### Herrar
| Gren            | Guld | Guld                 | Silver                                                                                            | Silver       | Brons | Brons        |
| 50 m frisim     | Lorenzo Ballarati · Italien                                                                                                | 22,20                | Luca Hoek Le Guenedal · Spanien                                                                   | 22,33        | Tajus Juška · Litauen                                                                                        | 22,34        |
| 100 m frisim    | Tajus Juška · Litauen | 48,74                | Vlaho Nenadić · Kroatien                                                                          | 48,80        | Carlos D'Ambrosio · Italien                                                                                  | 48,99        |
| 200 m frisim    | Kristupas Trepočka · Litauen                                                                                               | 1.47,74              | Ahmet Burak Işık · Turkiet                                                                        | 1.48,04      | Nicholas Castella · Danmark                                                                                  | 1.48,41      |
| 400 m frisim    | Alessandro Ragaini · Italien                                                                                               | 3.47,96              | Ahmet Burak Işık · Turkiet                                                                        | 3.48,53 0NR0 | Johannes Liebmann · Tyskland                                                                                 | 3.49,32      |
| 800 m frisim    | Kuzey Tunçelli · Turkiet                                                                                                   | 7.48,01 0NR0         | Muhammed Yusuf Özden · Turkiet                                                                    | 7.56,18      | Johannes Liebmann · Tyskland                                                                                 | 7.58,39      |
| 1 500 m frisim  | Kuzey Tunçelli · Turkiet                                                                                                   | 14.41,89 0VRJ0, 0NR0 | Johannes Liebmann · Tyskland                                                                      | 15.04,04     | Muhammed Yusuf Özden · Turkiet                                                                               | 15.19,56     |
|                 | |                      |                                                                                                   |              | |              |
| 50 m ryggsim    | Mantas Kaušpėdas · Litauen                                                                                                 | 24,68 0NR0           | Daniele del Signore · Italien                                                                     | 25,34        | Jakub Jan Krischke · Tjeckien                                                                                | 25,53        |
| 100 m ryggsim   | Daniele del Signore · Italien                                                                                              | 54,68                | John Shortt · Irland                                                                              | 54,74        | Jakub Jan Krischke · Tjeckien                                                                                | 55,18        |
| 200 m ryggsim   | John Shortt · Irland | 1.57,68              | Daniele del Signore · Italien                                                                     | 1.58,81      | Alexandru Constantinescu · Rumänien                                                                          | 1.58,91      |
|                 | |                      |                                                                                                   |              | |              |
| 50 m bröstsim   | Nusrat Allahverdi · Turkiet                                                                                                | 27,60                | Subäjr Biltaev · Tyskland                                                                         | 27,78        | Maksim Manolov · Bulgarien                                                                                   | 27,89        |
| 100 m bröstsim  | Evangelos Ntoumas · Grekland                                                                                               | 1.00,80              | Nil Cadevall Micolau · Spanien · Maksim Manolov · Bulgarien                                       | 1.01,10      | ingen medaljör                                                                                               |              |
| 200 m bröstsim  | Doruk Yoğurtçuoğlu · Turkiet                                                                                               | 2.12,66              | Filip Nowacki · Storbritannien                                                                    | 2.12,74      | Maksim Manolov · Bulgarien                                                                                   | 2.12,89      |
|                 | |                      |                                                                                                   |              | |              |
| 50 m fjärilsim  | Teo del Riego Torres · Spanien                                                                                             | 23,44                | Daniele Momoni · Italien                                                                          | 23,54        | Lukas Edl · Österrike                                                                                        | 23,62        |
| 100 m fjärilsim | Daniele Momoni · Italien                                                                                                   | 52,20                | Maro Miknić · Kroatien                                                                            | 52,49        | Ethan Dumensil · Frankrike                                                                                   | 52,54        |
| 200 m fjärilsim | Vlad Ștefan Mihalache · Rumänien                                                                                           | 1.57,42              | Samuel Košťál · Slovakien                                                                         | 1.57,62      | Dávid Antal · Ungern                                                                                         | 1.57,67      |
|                 | |                      |                                                                                                   |              | |              |
| 200 m medley    | Robert Badea · Rumänien | 2.00,05 0NR0         | Nil Cadevall Micolau · Spanien                                                                    | 2.00,34      | Finn Hammer · Tyskland                                                                                       | 2.01,68      |
| 400 m medley    | Robert Badea · Rumänien | 4.14,37 0MR0, 0NR0   | Domenico De Gregorio · Italien                                                                    | 4.21,02      | Onur Ege Öksüz · Turkiet                                                                                     | 4.22,73      |
|                 | |                      |                                                                                                   |              | |              |
| 4×100 m frisim  | Italien Gabriele Valente Carlos D'Ambrosio Mirko Chiaversoli Lorenzo Ballarati Daniele Momoni                              | 3.17,04              | Frankrike Alexandre Chalendar Néo Dutriaux Evan Galle-Michon Ethan Dumesnil Roméo Fadda Sauvageot | 3.18,83      | Storbritannien Gabriel Shepherd Nicholas Finch Stefan Krawiec Jacob Mills                                    | 3.19,49      |
| 4×200 m frisim  | Italien Alessandro Ragaini Filippo Bertoni Gabriele Valente Carlos D'Ambrosio Jacopo Barbotti                              | 7.12,15 0MR0         | Tyskland Lukas Fritzke Jonathan Turck Daniel Olenberg Johannes Liebmann Simon Reinke              | 7.19,85      | Turkiet Ahmet Burak Işık Tolga Temiz Tuncer Ertürk Kuzey Tunçelli Eren Kuru                                  | 7.19,99 0NR0 |
| 4×100 m medley  | Italien Daniele del Signore Lorenzo Fuschini Daniele Momoni Carlos D'Ambrosio Davide Lazzari Alan Vergine Davide Passafaro | 3.37,13              | Spanien Teo del Riego Torres Nil Cadevall Micolau Javier López Guillén Luca Hoek Le Guenedal      | 3.38,09      | Storbritannien Dean Fearn Max Morgan Nicholas Finch Gabriel Shepherd Filip Nowacki Henry Gray Stefan Krawiec | 3.38,37      |

- Simmare i kursiv stil deltog endast i försöksheaten men mottog ändå medalj.

### Damer
| Gren            | Guld | Guld             | Silver | Silver   | Brons                                                                                                   | Brons    |
| 50 m frisim     | Sara Curtis · Italien                                                                                                 | 24,68            | Jana Pavalić · Kroatien | 24,92    | Skye Carter · Storbritannien                                                                            | 25,24    |
| 100 m frisim    | Sara Curtis · Italien                                                                                                 | 54,22            | Minna Ábrahám · Ungern | 54,28    | Grace Davison · Irland                                                                                  | 55,11    |
| 200 m frisim    | Minna Ábrahám · Ungern                                                                                                | 1.57,52          | Rebecca-Aimee Diaconescu · Rumänien | 1.58,97  | Dóra Molnár · Ungern                                                                                    | 1.59,45  |
| 400 m frisim    | Minna Ábrahám · Ungern                                                                                                | 4.09,85          | Lucrezia Domina · Italien | 4.11,01  | Sarah Dumont · Belgien                                                                                  | 4.11,48  |
| 800 m frisim    | Amelie Blocksidge · Storbritannien                                                                                    | 8.30,05          | Vivien Jackl · Ungern | 8.32,33  | Emma Vittoria Giannelli · Italien                                                                       | 8.33,83  |
| 1 500 m frisim  | Amelie Blocksidge · Storbritannien                                                                                    | 16.10,23         | Emma Vittoria Giannelli · Italien | 16.17,19 | Vivien Jackl · Ungern                                                                                   | 16.19,22 |
|                 | |                  | |          | |          |
| 50 m ryggsim    | Sara Curtis · Italien                                                                                                 | 27,94            | Martine Damborg · Danmark | 28,27    | Blythe Kinsman · Storbritannien                                                                         | 28,29    |
| 100 m ryggsim   | Daria Silisteanu · Rumänien                                                                                           | 1.00,72          | Lora Komoróczy · Ungern | 1.01,39  | Estella Tonrath · Spanien                                                                               | 1.01,49  |
| 200 m ryggsim   | Estella Tonrath · Spanien                                                                                             | 2.10,78          | Aissia Prisecariu · Rumänien | 2.11,14  | Dóra Molnár · Ungern                                                                                    | 2.11,56  |
|                 | |                  | |          | |          |
| 50 m bröstsim   | Smiltė Plytnykaitė · Litauen                                                                                          | 31,27            | Jasmine Carter · Storbritannien | 31,39    | Nayara Pineda · Spanien                                                                                 | 31,46    |
| 100 m bröstsim  | Eneli Jefimova · Estland                                                                                              | 1.06,12          | Smiltė Plytnykaitė · Litauen | 1.07,91  | Theodora Taylor · Storbritannien                                                                        | 1.08,59  |
| 200 m bröstsim  | Lena Ludwig · Tyskland                                                                                                | 2.28,70          | Theodora Taylor · Storbritannien | 2.28,71  | Hannah Schneider · Tyskland                                                                             | 2.29,30  |
|                 | |                  | |          | |          |
| 50 m fjärilsim  | Martine Damborg · Danmark · Jana Pavalić · Kroatien                                                                   | 26,21 26,21 0NR0 | ingen medaljör |          | Anna Maria Börstler · Tyskland                                                                          | 26,44    |
| 100 m fjärilsim | Martine Damborg · Danmark                                                                                             | 58,75            | Caterina Santambrogio · Italien | 59,11    | Hollie Widdows · Storbritannien                                                                         | 59,16    |
| 200 m fjärilsim | Sarah Dumont · Belgien                                                                                                | 2.09,64 0NR0     | Laura Cabanes Garzás · Spanien | 2.09,96  | Alina Baievych · Tyskland                                                                               | 2.10,09  |
|                 | |                  | |          | |          |
| 200 m medley    | Laura Cabanes Garzás · Spanien                                                                                        | 2.13,25          | Phoebe Cooper · Storbritannien | 2.14,27  | Giulia Pascareanu · Italien                                                                             | 2.14,37  |
| 400 m medley    | Vivien Jackl · Ungern                                                                                                 | 4.39,28 0MR0     | Sarah Dumont · Belgien | 4.42,44  | Laura Cabanes Garzás · Spanien                                                                          | 4.43,62  |
|                 | |                  | |          | |          |
| 4×100 m frisim  | Italien Chiara Sama Sara Curtis Cristiana Stevanato Caterina Santambrogio Alessandra Gusperti Veronica Quaggio        | 3.41,12          | Frankrike Maeline Bessard Giulia Rossi-Bene Alix Predine Albane Cachot Léonie Thibult Anaïs Montibert Jeanne Lechevalier                      | 3.41,13  | Tyskland Linda Roth Julianna Bocska Selina Müller Lise Seidel Jette Lenz                                | 3.41,60  |
| 4×200 m frisim  | Ungern Lilla Szabó Dóra Molnár Vivien Jackl Minna Ábrahám Eszter Rékasi Glenda Abonyi-Tóth                            | 8.01,11          | Italien Chiara Sama Bianca Nannucci Ludovica Terlizzi Lucrezia Domina Elisa Pignotti Caterina Santambrogio Giulia Pascareanu                  | 8.01,71  | Tyskland Julianna Bocska Linda Roth Jette Lenz Lise Seidel Julia Ackermann Zara Selimovic Selina Müller | 8.04,60  |
| 4×100 m medley  | Italien Benedetta Boscaro Irene Mati Caterina Santambrogio Sara Curtis Anna Porcari Cristiana Stevanato Lisa Lucchesi | 4.04,48          | Frankrike Jeanne Lechevalier Rosalie Abel-Thiebaut Alix Predine Albane Cachot Lucine Allart Maeline Bessard Zoe Carlos-Broc Giulia Rossi-Bene | 4.05,46  | Danmark Ida Skov Kragh Emma Krogh Martine Damborg Anne Thastrup-Hansen                                  | 4.05,85  |

- Simmare i kursiv stil deltog endast i försöksheaten men mottog ändå medalj.

### Mixed
| Gren           | Guld | Guld         | Silver | Silver  | Brons | Brons        |
| 4×100 m frisim | Italien Carlos D'Ambrosio Lorenzo Ballarati Cristiana Stevanato Sara Curtis Mirko Chiaversoli Veronica Quaggio Alessandra Gusperti | 3.28,34 0MR0 | Tyskland Michael Raje Julian Koch Lise Seidel Julianna Bocska Noah Schötz Jonathan Turck Selina Müller Jette Lenz                 | 3.28,83 | Frankrike Ethan Dumesnil Alexandre Chalendar Albane Cachot Giulia Rossi-Bene Evan Galle-Michon Néo Dutriaux Léonie Thibult | 3.29,11      |
| 4×100 m medley | Storbritannien Blythe Kinsman Max Morgan Nicholas Finch Hollie Widdows Dean Fearn Phoebe Cooper Izabella Okaro                     | 3.49,55      | Italien Daniele del Signore Irene Mati Daniele Momoni Sara Curtis Davide Lazzari Andrea Dondoli Caterina Santambrogio Chiara Sama | 3.49,95 | Litauen Mantas Kaušpėdas Smiltė Plytnykaitė Kristupas Trepočka Sylvia Statkevičius Ieva Jurkūnaitė                         | 3.50,23 0NR0 |

- Simmare i kursiv stil deltog endast i försöksheaten men mottog ändå medalj.

## Medaljtabell
*   Värdland ( Litauen)
| Nr                   | Nation               | Guld | Silver | Brons | Totalt |
| -------------------- | -------------------- | ---- | ------ | ----- | ------ |
| 1                    | Italien              | 13   | 9      | 3     | 25     |
| 2                    | Ungern               | 4    | 3      | 4     | 11     |
| 3                    | Turkiet              | 4    | 3      | 3     | 10     |
| 4                    | Rumänien             | 4    | 2      | 1     | 7      |
| 5                    | Litauen*             | 4    | 1      | 2     | 7      |
| 6                    | Spanien              | 3    | 5      | 3     | 11     |
| 7                    | Storbritannien       | 3    | 4      | 6     | 13     |
| 8                    | Danmark              | 2    | 1      | 2     | 5      |
| 9                    | Tyskland             | 1    | 4      | 8     | 13     |
| 10                   | Kroatien             | 1    | 3      | 0     | 4      |
| 11                   | Belgien              | 1    | 1      | 1     | 3      |
| 11                   | Irland               | 1    | 1      | 1     | 3      |
| 13                   | Estland              | 1    | 0      | 0     | 1      |
| 13                   | Grekland             | 1    | 0      | 0     | 1      |
| 15                   | Frankrike            | 0    | 3      | 2     | 5      |
| 16                   | Bulgarien            | 0    | 1      | 2     | 3      |
| 17                   | Slovakien            | 0    | 1      | 0     | 1      |
| 18                   | Tjeckien             | 0    | 0      | 2     | 2      |
| 19                   | Österrike            | 0    | 0      | 1     | 1      |
| Totalt (19 nationer) | Totalt (19 nationer) | 43   | 42     | 41    | 126    |